# Kościół Najświętszego Serca Pana Jezusa w Popowie-Ignacewie
Kościół Najświętszego Serca Pana Jezusa w Popowie-Ignacewie – rzymskokatolicki kościół parafialny zlokalizowany w Popowie-Ignacewie (powiat gnieźnieński). 

## Historia

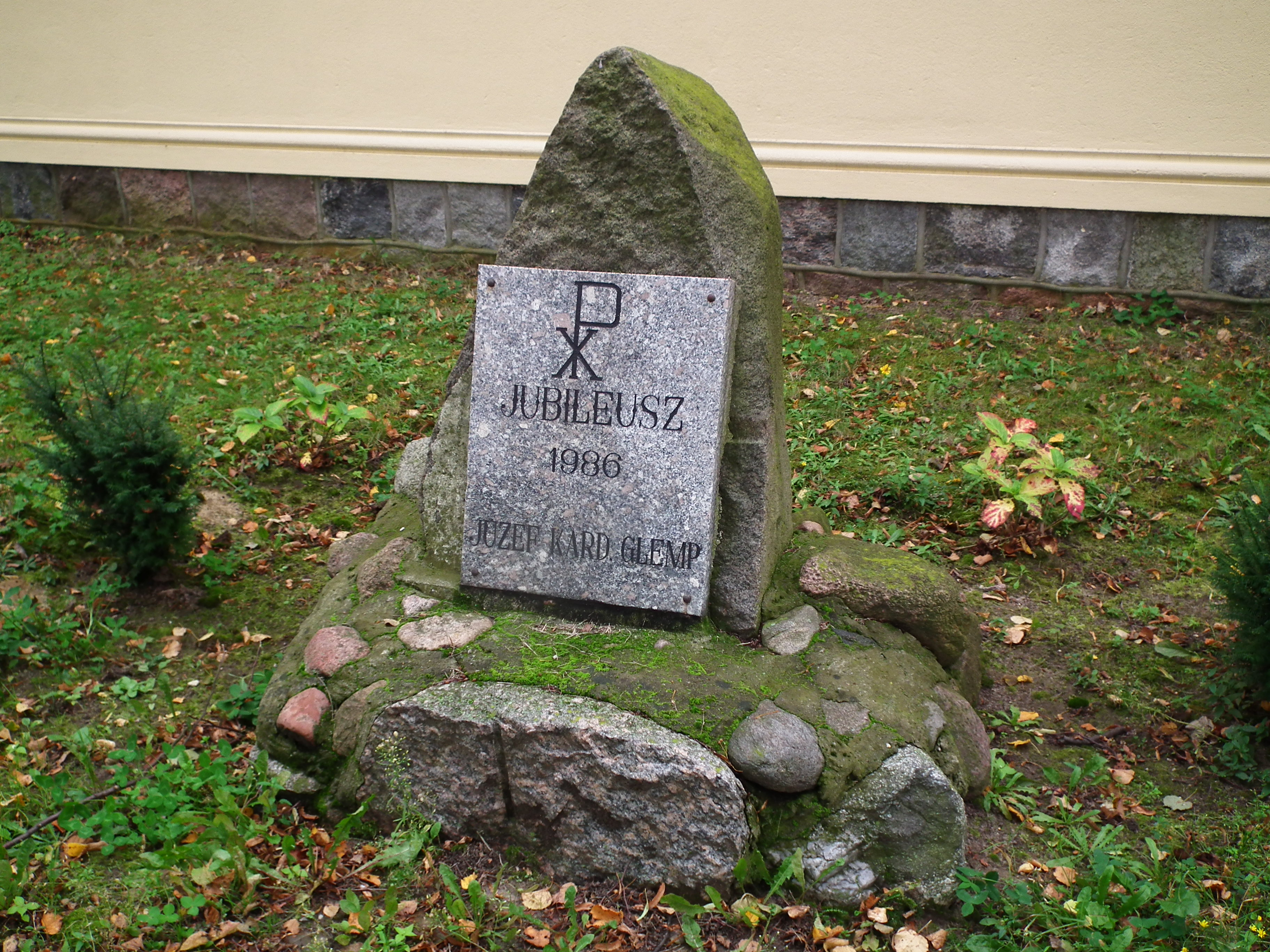
Pomnik upamiętniający wizytę kardynała Józefa Glempa w 1986

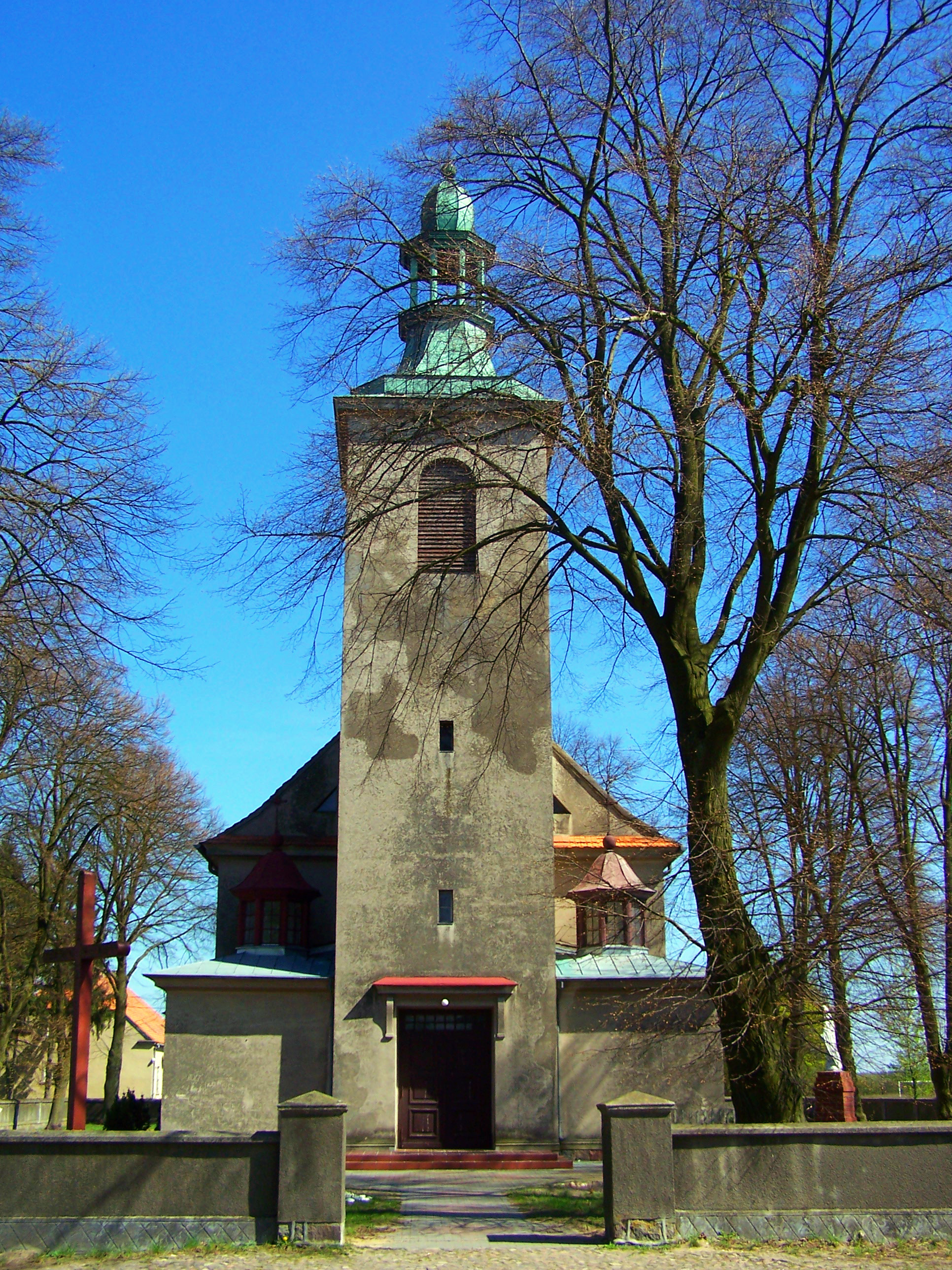
Wieża przed remontem elewacji (2009)

Katolicy z Popowa-Ignacewa do lat 30. XX wieku należeli do parafii św. Jana Chrzciciela w Kołdrąbiu. Po śmierci właściciela wsi, Jana Saskowskiego (1926), który w 1913 roku kupił Popowo-Ignacewo, majątek przypadł jego starszemu synowi, Franciszkowi, który 22 października 1932 zwrócił się do Kurii Metropolitalnej z prośbą o zgodę na budowę kościoła, którą później sfinansował. 
Kamień węgielny pod budowę położono 11 czerwca 1933. Poświęcił go biskup Antoni Laubitz (parafię erygowano we wsi 1 kwietnia 1933). Uroczystość wmurowania kamienia zgromadziła ponad 3 tysiące mieszkańców okolicznych wsi. Obiekt w stanie surowym był gotowy 4 października 1933. Odbioru dokonał Stanisław Paluszkiewicz, inspektor budownictwa z Wrześni. 11 czerwca 1936 zostały poświęcone, a 15 czerwca tego roku wciągnięte na liczącą 31,6 metrów wieżę kościoła trzy dzwony o łącznej wadze 926 kg. Odlano je w poznańskiej odlewni ludwisarza Antoniego Białkowskiego. Największy z dzwonów, który ważył 450 kg, otrzymał imię św. Anny, drugi – św. Jana, a trzeci – św. Franciszka i św. Antoniego. 
21 czerwca 1936 odbyła się uroczystość konsekracji kościoła, której dokonał prymas August Hlond w towarzystwie biskupa Antoniego Laubitza. Kazanie wygłosił ks. Michał Kozal, ówczesny rektor seminarium duchownego w Gnieźnie, późniejszy błogosławiony. Powiedział m.in.: Nie arystokrata z rodu, nie magnat z majątku, znalazł się człowiek, hojny fundator, który wzniósł ten Dom Boży i wyposażył go we wszystko. Po konsekracji Prymas Polski udekorował Franciszka Saskowskiego, fundatora kościoła przyznanym przez papieża Piusa XI, Krzyżem Kawalerskim Orderu św. Sylwestra, a jego matkę Annę, Krzyżem Kawalerskim „Pro Ecclesia et Pontifice”. 
Pierwszym proboszczem został ksiądz Edmund Wesołowski. Został on aresztowany przez Niemców 15 maja 1940, wypuszczony i ponownie aresztowany 24 sierpnia 1940 (został ostatecznie zamordowany w 30 września 1942 w KL Dachau). Odtąd dojeżdżał do kościoła ks. Władysław Cegielski z parafii św. Jakuba w Modliszewku, którego aresztowano 6 października 1941 (zmarł w Dachau 6 lutego 1942). Kościół pozostał bez opieki, a 6 stycznia 1942 został przez okupantów zamknięty. 23 kwietnia 1942 Niemcy zrabowali dzwony i wywieźli je do Niemiec. 25 lipca 1944 Niemcy przerobili świątynię na magazyn wojskowy.
26 stycznia 1945 kościół ponownie otwarto dla wiernych, a 30 września 1949 na ścianie prezbiterium wmurowano tablicę pamiątkową poświęconą proboszczowi Edmundowi Wesołowskiemu. W 1957 obiekt zelektryfikowano, odmalowano, jak również odświeżono polichromię. 20 kwietnia 1975 odbyła się uroczystość poświęcenia dwóch nowych dzwonów noszących imiona Maryja i Franciszek (odpowiednio: 374 i 217 kg). 26 sierpnia 1978 otwarto kaplicę pogrzebową z salką katechetyczną. 4 czerwca 1986, na 50-lecie parafii przybył kardynał Józef Glemp.

## Architektura
Wnętrze świątyni jest jednonawowe, z płaskim sklepieniem z wizerunkami scen Dobrego Pasterza. W prezbiterium namalowana jest polichromia Chrystusa umierającego na krzyżu. W ołtarzu głównym znajduje się malowany na płótnie obraz Najświętszego Serca Pana Jezusa, a w szczycie ołtarza owalny obraz św. Franciszka z Asyżu. W kaplicy obok wieży zawieszony jest obraz św. Józefa. Kościół dysponuje dwoma ołtarzami bocznymi: Matki Boskiej i św. Antoniego. Oba ołtarze zaprojektował Stefan Cybichowski w formach zbliżonych do baroku. W prezbiterium znajduje się także ambona, na której umieszczone są rzeźbione w drewnie cztery postacie Ewangelistów. Prace dekoracyjno-malarskie wykonał gnieźnieński malarz, Józef Piekarek. Ołtarze wybudowało poznańskie przedsiębiorstwo Spychalski. Drobne prace rzeźbiarskie są dziełem artysty Burka z Gniezna, droga krzyżowa – profesora Wysockiego z Poznania, zaś obrazy ołtarzowe artystki Trąmpczyńskiej, także z Poznania. 
Wieżę wieńczy lekki hełm, którego szczyt zdobi krzyż w kolorze złotym. Wieżę flankują dwie kopułki na poziomie wejścia.